# US Open de 2024
O US Open de 2024 foi um torneio de tênis disputado nas quadras duras do USTA Billie Jean King National Tennis Center, no Flushing Meadows-Corona Park, no distrito do Queens, em Nova York, nos Estados Unidos, entre 26 de agosto e 8 de setembro. Corresponde à 57.ª edição da era aberta e à 144ª de todos os tempos.
Em simples, dois jogadores de cima do ranking ganharam os dois eventos do Grand Slam de 2024 em quadra dura, derrotando americanos na final de Nova York em sets diretos. Jannik Sinner, número 1 da ATP, o fez contra Taylor Fritz, enquanto Aryna Sabalenka, número 2 da WTA, o fez conta Jessica Pegula. Foi a primeira final de Slam desses que chegaram ao vice-campeonato. Entre os campeões, a diferença é que a bielorrussa já tinha outro troféu na categoria, conquistado em Melbourne, em 2023.
Depois de falharem na final do Torneio de Wimbledon, os australianos Max Purcell e Jordan Thompson deram a volta por cima, vencendo na final depois de três match points. Entre as mulheres, Lyudmyla Kichenok e Jeļena Ostapenko levantaram o primeiro Slam de duplas, sendo que a letã já possuía um em simples.
A Itália mostrou domínio ao também levar mistas com uma parceria 100% desse país. A veterana Sara Errani, que jogou a categoria pouquíssimas vezes na carrera, e vinha de uma medalha de ouro olímpica recente – em duplas femininas – levantou o troféu ao lado de Andrea Vavassori, contra uma equipe da casa.

## Cancelamento das disputas de cadeirantes
A edição de 2024 da competição de cadeirantes profissionais no US Open foi cancelada. O motivo é o conflito de agendas. Os possíveis participantes do evento do Grand Slam nova-iorquino estavam em Paris, disputando os Jogos Paralímpicos, que aconteceu entre 30 de agosto e 7 de setembro.
O US Open para cadeirantes estreou em 2005. Por três edições coincidentes com os Jogos Paralímpicos – 2008, 2012 e 2016 – o(s) evento(s) desse grupo não aconteceram pelo mesmo motivo. A de 2020, que foi adiada para 2021 por causa da pandemia de COVID-19, ocorreu em paralelo apenas com a primeira semana de Nova York.
As chaves para cadeirantes juvenis não foram afetadas.

## Transmissão
Esta é a lista de países e canais designados a transmitir o torneio durante a edição em questão:
Países lusófonos

| País(es) | Canal(is)           |
| -------- | ------------------- |
| Brasil   | Disney+ ESPN SporTV |
| Macau    | CCTV TDM            |
| Portugal | Eurosport           |

Resto do mundo
| País(es)                                        | Canal(is)                                                      |
| Países avulsos                                  |                                                                |
| ----------------------------------------------- | -------------------------------------------------------------- |
| Alemanha                                        | Sportdeutschland.TV [de] Sky Sport [en]                        |
| Andorra                                         | Eurosport Movistar Plus+ (Telefónica)                          |
| Austrália                                       | Nine Network Stan Sport                                        |
| Áustria                                         | Joyn [en] (Puls4 [en]) Sportdeutschland.TV [de] Sky Sport [en] |
| Canadá                                          | RDS [en] TSN                                                   |
| China                                           | CCTV Migu TV                                                   |
| Coreia do Sul                                   | CJ ENM                                                         |
| Espanha                                         | Movistar Plus+ (Telefónica)                                    |
| Estados Unidos                                  | ESPN                                                           |
| Hong Kong                                       | Now TV [en] (PCCW)                                             |
| Japão                                           | WOWOW                                                          |
| Nova Zelândia                                   | TVNZ                                                           |
| Suíça                                           | Eurosport Sportdeutschland.TV [de] SRG SSR Sky Sport [en]      |
| Taiwan                                          | Sportcast                                                      |
| Regiões                                         |                                                                |
| África subsaariana                              | SuperSport                                                     |
| América Central América do Sul espanhola Caribe | ESPN (América Latina)                                          |
| Europa                                          | Eurosport                                                      |
| Norte da África Oriente Médio                   | beIN Sports                                                    |
| Pacífico Sul                                    | TVWan Sports [en]                                              |
| Sudoeste Asiático                               | SPOTV [en]                                                     |
| Sul Asiático                                    | Sony Sports Network [en]                                       |
| Agrupamentos                                    |                                                                |
| Europa                                          |                                                                |
| Irlanda · Reino Unido                           | Sky Sports                                                     |
| Itália · San Marino · Vaticano                  | SuperTennis                                                    |
| Liechtenstein · Luxemburgo                      | Eurosport Sky Sport [en]                                       |

## Pontuação e premiação

### Distribuição de pontos
ATP e WTA informam suas pontuações em Grand Slam, distintas entre si, em simples e em duplas. A ITF responde exclusivamente pelos juvenis e cadeirantes.
Considerado torneio amistoso, o de duplas mistas não gera pontos.
No juvenil, os simplistas jogam duas fases de qualificatório, mas só os que passam à chave principal pontuam. Em duplas, a pontuação é por jogador. A partir da fase com 16, os competidores recebem pontos adicionais de bônus (os valores da tabela já somam as duas pontuações).

#### Profissional
| Evento            | V    | F    | SF  | QF  | R16 | R32 | R64 | R128 | Q  | Q3 | Q2 | Q1 |
| Simples masculino | 2000 | 1300 | 800 | 400 | 200 | 100 | 50  | 10   | 30 | 16 | 8  | 0  |
| Duplas masculinas | 2000 | 1200 | 720 | 360 | 180 | 90  | 0   | —    | —  | —  | —  | —  |
| Simples feminino  | 2000 | 1300 | 780 | 430 | 240 | 130 | 70  | 10   | 40 | 30 | 20 | 2  |
| Duplas femininas  | 2000 | 1300 | 780 | 430 | 240 | 130 | 10  | —    | —  | —  | —  | —  |

#### Juvenil
| Evento            | V    | F   | SF  | QF  | R16 | R32 | R64 | Q  | Q2 | Q1 |
| Simples Masculino | 1000 | 700 | 490 | 300 | 180 | 90  | 30* | 20 | 0  | 0  |
| Simples Feminino  | 1000 | 700 | 490 | 300 | 180 | 90  | 30* | 20 | 0  | 0  |
| Duplas Masculinas | 750  | 525 | 367 | 225 | 135 | 0   | —   | —  | —  | —  |
| Duplas Femininas  | 750  | 525 | 367 | 225 | 135 | 0   | —   | —  | —  | —  |

### Premiação
A premiação geral aumentou 15% em relação a 2023. Os títulos de simples tiveram um acréscimo de US$ 600.000 cada.
Os valores para duplas são por par. Diferentemente da pontuação, não há recompensa aos vencedores do qualificatório.
Juvenis não são pagos.
| Evento        | V             | F             | SF            | QF          | Últimos 16  | Últimos 32  | Últimos 64  | Últimos 128 | Q3         | Q2         | Q1         |
| Contemplados  | 1             | 1             | 2             | 4           | 8           | 16          | 32          | 64          | 16         | 32         | 64         |
| Simples (2)   | US$ 3.600.000 | US$ 1.800.000 | US$ 1.000.000 | US$ 530.000 | US$ 325.000 | US$ 215.000 | US$ 140.000 | US$ 100.000 | US$ 52.000 | US$ 38.000 | US$ 25.000 |
| Duplas (2)    | US$ 750.000   | US$ 375.000   | US$ 190.000   | US$ 110.000 | US$ 63.000  | US$ 40.000  | US$ 25.000  | —           | —          | —          | —          |
| Duplas mistas | US$ 200.000   | US$ 100.000   | US$ 50.000    | US$ 27.500  | US$ 16.500  | US$ 10.000  | —           | —           | —          | —          | —          |

Total dos eventos acima: US$ 68.756.000
Per diem: US$ 6.244.000
Total da premiação: US$ 75.000.000

## Cabeças de chave
Cabeças baseados(as) nos rankings de 19 de agosto de 2024. Dados de Ranking e pontos anteriores são de 26 de agosto de 2024.
Em verde, o(s) cabeça(s) de chave campeão(ões). Em vermelho, o(s) vice-campeão(ões).

### Simples

#### Masculino
| Cabeça | Ranking | Jogador               | Pontos anteriores | Pontos a defender | Pontos conquistados | Nova pontuação | Eliminado na | Eliminado por           |
| ------ | ------- | --------------------- | ----------------- | ----------------- | ------------------- | -------------- | ------------ | ----------------------- |
| 1      | 1       | Jannik Sinner         | 9.360             | 180               | 2.000               | 11.180         | Campeão      | –                       |
| 2      | 2       | Novak Djokovic        | 7.460             | 2.000             | 100                 | 5.560          | 3ª fase      | Alexei Popyrin [28]     |
| 3      | 3       | Carlos Alcaraz        | 7.360             | 720               | 50                  | 6.690          | 2ª fase      | Botic van de Zandschulp |
| 4      | 4       | Alexander Zverev      | 7.035             | 360               | 400                 | 7.075          | QF           | Taylor Fritz [12]       |
| 5      | 5       | RUS Daniil Medvedev   | 6.275             | 1.200             | 400                 | 5.475          | QF           | Jannik Sinner [1]       |
| 6      | 6       | RUS Andrey Rublev     | 4.805             | 360               | 200                 | 4.645          | 4ª fase      | Grigor Dimitrov [9]     |
| 7      | 7       | Hubert Hurkacz        | 4.055             | 45                | 50                  | 4.060          | 2ª fase      | Jordan Thompson         |
| 8      | 8       | Casper Ruud           | 3.855             | 45                | 200                 | 4.010          | 4ª fase      | Taylor Fritz [12]       |
| 9      | 9       | Grigor Dimitrov       | 3.655             | 90                | 400                 | 3.965          | QF, ab.      | Frances Tiafoe [20]     |
| 10     | 10      | Alex de Minaur        | 3.435             | 180               | 400                 | 3.655          | QF           | Jack Draper [25]        |
| 11     | 11      | Stefanos Tsitsipas    | 3.425             | 45                | 10                  | 3.390          | 1ª fase      | Thanasi Kokkinakis      |
| 12     | 12      | Taylor Fritz          | 3.120             | 360               | 1.300               | 4.420          | F            | Jannik Sinner [1]       |
| 13     | 13      | Ben Shelton           | 3.110             | 720               | 100                 | 2.490          | 3ª fase      | Frances Tiafoe [20]     |
| 14     | 14      | Tommy Paul            | 2.985             | 180               | 200                 | 3.005          | 4ª fase      | Jannik Sinner [1]       |
| 15     | 15      | Holger Rune           | 2.780             | 10                | 10                  | 2.780          | 1ª fase      | Brandon Nakashima       |
| 16     | 16      | Sebastian Korda       | 2.545             | 10                | 50                  | 2.585          | 2ª fase      | Tomáš Macháč            |
| 17     | 17      | Ugo Humbert           | 2.330             | 10                | 50                  | 2.370          | 2ª fase      | Francisco Comesaña      |
| 18     | 18      | Lorenzo Musetti       | 2.255             | 10                | 100                 | 2.345          | 3ª fase      | Brandon Nakashima       |
| 19     | 19      | Félix Auger-Aliassime | 2.170             | 10                | 10                  | 2.170          | 1ª fase      | Jakub Menšík            |
| 20     | 20      | Frances Tiafoe        | 2.120             | 360               | 800                 | 2.560          | SF           | Taylor Fritz [12]       |
| 21     | 23      | Sebastián Báez        | 1.800             | 90                | 50                  | 1.760          | 2ª fase, ab. | Tallon Griekspoor       |
| 22     | 21      | Alejandro Tabilo      | 1.978             | (25)†             | 10                  | 1.963          | 1ª fase      | David Goffin            |
| 23     | 22      | RUS Karen Khachanov   | 1.930             | 10                | 10                  | 1.930          | 1ª fase      | Daniel Evans            |
| 24     | 24      | Arthur Fils           | 1.770             | 45                | 50                  | 1.775          | 2ª fase      | Gabriel Diallo [Q]      |
| 25     | 25      | Jack Draper           | 1.695             | 180               | 800                 | 2.315          | SF           | Jannik Sinner [1]       |
| 26     | 26      | Nicolás Jarry         | 1.675             | 90                | 10                  | 1.595          | 1ª fase      | Christopher O'Connell   |
| 27     | 27      | Alexander Bublik      | 1.650             | 10                | 10                  | 1.650          | 1ª fase      | Shang Juncheng          |
| 28     | 28      | Alexei Popyrin        | 1.635             | 10                | 200                 | 1.825          | 4ª fase      | Frances Tiafoe [20]     |
| 29     | 29      | Francisco Cerúndolo   | 1.495             | 45                | 50                  | 1.500          | 2ª fase      | Tomás Martín Etcheverry |
| 30     | 30      | Matteo Arnaldi        | 1.470             | 180               | 100                 | 1.390          | 3ª fase      | Jordan Thompson         |
| 31     | 31      | Flavio Cobolli        | 1.418             | (36)‡             | 100                 | 1.482          | 3ª fase      | RUS Daniil Medvedev [5] |
| 32     | 38      | Jiří Lehečka          | 1.255             | 10                | 100                 | 1.345          | 3ª fase      | RUS Andrey Rublev [6]   |

† O jogador não disputou o torneio em 2024. No lugar, os pontos deduzidos serão de seu 19º melhor resultado.
‡ O jogador não disputou o torneio em 2024, mas defende os pontos do ATP Challenger de Tulln no lugar.

#### Feminino
| Cabeça | Ranking | Jogadora                     | Pontos anteriores | Pontos a defender | Pontos conquistados | Nova pontuação | Eliminada na  | Eliminada por            |
| ------ | ------- | ---------------------------- | ----------------- | ----------------- | ------------------- | -------------- | ------------- | ------------------------ |
| 1      | 1       | Iga Świątek                  | 10.695            | 240               | 430                 | 10.885         | QF            | Jessica Pegula [6]       |
| 2      | 2       | BLR Aryna Sabalenka          | 8.016             | 1.300             | 2.000               | 8.716          | Campeã        | –                        |
| 3      | 3       | Coco Gauff                   | 6.743             | 2.000             | 240                 | 4.983          | 4ª fase       | Emma Navarro [13]        |
| 4      | 4       | Elena Rybakina               | 5.931             | 130               | 70                  | 5.871          | 2ª fase, w.o. | Jessika Ponchet [Q]      |
| 5      | 5       | Jasmine Paolini              | 5.168             | 10                | 240                 | 5.398          | 4ª fase       | Karolína Muchová         |
| 6      | 6       | Jessica Pegula               | 5.160             | 240               | 1.300               | 6.220          | F             | BLR Aryna Sabalenka [2]  |
| 7      | 7       | Zheng Qinwen                 | 3.980             | 430               | 430                 | 3.980          | QF            | BLR Aryna Sabalenka [2]  |
| 8      | 8       | Barbora Krejčíková           | 3.571             | 10                | 70                  | 3.631          | 2ª fase       | Elena-Gabriela Ruse [Q]  |
| 9      | 9       | Maria Sakkari                | 3.515             | 10                | 10                  | 3.515          | 1ª fase, ab.  | Wang Yafan               |
| 10     | 10      | Jeļena Ostapenko             | 3.428             | 430               | 10                  | 3.008          | 1ª fase       | Naomi Osaka [WC]         |
| 11     | 11      | Danielle Collins             | 3.422             | 70                | 10                  | 3.362          | 1ª fase       | Caroline Dolehide        |
| 12     | 13      | RUS Daria Kasatkina          | 2.973             | 240               | 70                  | 2.803          | 2ª fase       | Peyton Stearns           |
| 13     | 12      | Emma Navarro                 | 3.040             | 10                | 780                 | 3.810          | SF            | BLR Aryna Sabalenka [2]  |
| 14     | 14      | Madison Keys                 | 2.727             | 780               | 130                 | 2.077          | 3ª fase       | Elise Mertens [33]       |
| 15     | 15      | RUS Anna Kalinskaya          | 2.712             | 70                | 130                 | 2.772          | 3ª fase       | Beatriz Haddad Maia [22] |
| 16     | 16      | RUS Liudmila Samsonova       | 2.610             | 130               | 240                 | 2.720          | 4ª fase       | Iga Świątek [1]          |
| 18     | 18      | RUS Diana Shnaider           | 2.385             | (54)†             | 240                 | 2.571          | 4ª fase       | Jessica Pegula [6]       |
| 19     | 19      | Marta Kostyuk                | 2.348             | 10                | 130                 | 2.468          | 3ª fase       | Emma Navarro [13]        |
| 20     | 20      | BLR Victoria Azarenka        | 2.266             | 70                | 130                 | 2.326          | 3ª fase       | Wang Yafan               |
| 21     | 23      | RUS Mirra Andreeva           | 2.153             | 70                | 70                  | 2.153          | 2ª fase       | Ashlyn Krueger           |
| 22     | 21      | Beatriz Haddad Maia          | 2.221             | 70                | 430                 | 2.581          | QF            | Karolína Muchová         |
| 23     | 26      | Leylah Fernandez             | 2.009             | 10                | 10                  | 2.009          | 1ª fase       | RUS Anastasia Potapova   |
| 24     | 24      | Donna Vekić                  | 2.013             | 10                | 240                 | 2.243          | 4ª fase       | Zheng Qinwen [7]         |
| 25     | 27      | RUS Anastasia Pavlyuchenkova | 1.961             | 70                | 130                 | 2.021          | 3ª fase       | Iga Świątek [1]          |
| 26     | 29      | Paula Badosa                 | 1.895             | 0                 | 430                 | 2.325          | QF            | Emma Navarro [13]        |
| 27     | 28      | Elina Svitolina              | 1.942             | 130               | 130                 | 1.942          | 3ª fase       | Coco Gauff [3]           |
| 28     | 30      | Caroline Garcia              | 1.808             | 10                | 10                  | 1.808          | 1ª fase       | Renata Zarazúa           |
| 29     | 31      | RUS Ekaterina Alexandrova    | 1.778             | 130               | 130                 | 1.778          | 3ª fase       | BLR Aryna Sabalenka [2]  |
| 30     | 32      | Yulia Putintseva             | 1.761             | 10                | 130                 | 1.881          | 3ª fase       | Jasmine Paolini [5]      |
| 31     | 33      | Katie Boulter                | 1.715             | 130               | 70                  | 1.655          | 2ª fase       | Jéssica Bouzas Maneiro   |
| 32     | 34      | Dayana Yastremska            | 1.682             | 30                | 10                  | 1.662          | 1ª fase       | Jule Niemeier            |
| 33     | 35      | Elise Mertens                | 1.639             | 130               | 240                 | 1.749          | 4ª fase       | BLR Aryna Sabalenka [2]  |

† A jogadora não disputou o torneio em 2024. No lugar, os pontos deduzidos serão de seu 18º melhor resultado.

##### Desistências
| Ranking | Jogadora            | Pontos anteriores | Pontos a defender | Nova pontuação | Motivo                                                                   |
| ------- | ------------------- | ----------------- | ----------------- | -------------- | ------------------------------------------------------------------------ |
| 17      | Ons Jabeur          | 2.451             | 240               | 2.211          | Lesão no ombro. Desistiu depois de a chave ser sorteada. Era a cabeça 17 |
| 22      | Markéta Vondroušová | 2.178             | 430               | 1.748          | Cirurgia no ombro                                                        |

### Duplas
| Cabeça | Ranking | Equipe            | Equipe                 |
| ------ | ------- | ----------------- | ---------------------- |
| 1      | 2       | Marcel Granollers | Horacio Zeballos       |
| 2      | 7       | Rohan Bopanna     | Matthew Ebden          |
| 3      | 11      | Rajeev Ram        | Joe Salisbury          |
| 4      | 15      | Marcelo Arévalo   | Mate Pavić             |
| 5      | 19      | Simone Bolelli    | Andrea Vavassori       |
| 6      | 23      | Harri Heliövaara  | Henry Patten           |
| 7      | 31      | Max Purcell       | Jordan Thompson        |
| 8      | 36      | Neal Skupski      | Michael Venus          |
| 9      | 38      | Santiago González | Édouard Roger-Vasselin |
| 10     | 40      | Kevin Krawietz    | Tim Pütz               |
| 11     | 42      | Wesley Koolhof    | Nikola Mektić          |
| 12     | 49      | Hugo Nys          | Jan Zieliński          |
| 13     | 52      | Nathaniel Lammons | Jackson Withrow        |
| 14     | 60      | Ivan Dodig        | Adam Pavlásek          |
| 15     | 61      | Austin Krajicek   | Jean-Julien Rojer      |
| 16     | 62      | Máximo González   | Andrés Molteni         |

| Cabeça | Ranking | Equipe                   | Equipe                   |
| ------ | ------- | ------------------------ | ------------------------ |
| 1      | 3       | Gabriela Dabrowski       | Erin Routliffe           |
| 2      | 9       | Hsieh Su-wei             | Elise Mertens            |
| 3      | 10      | Kateřina Siniaková       | Taylor Townsend          |
| 4      | 17      | Caroline Dolehide        | Desirae Krawczyk         |
| 5      | 22      | Nicole Melichar-Martinez | Ellen Perez              |
| 6      | 26      | Sara Errani              | Jasmine Paolini          |
| 7      | 35      | Lyudmyla Kichenok        | Jeļena Ostapenko         |
| 8      | 45      | Demi Schuurs             | Luisa Stefani            |
| 9      | 49      | Sofia Kenin              | Bethanie Mattek-Sands    |
| 10     | 53      | Chan Hao-ching           | RUS Veronika Kudermetova |
| 11     | 55      | Marie Bouzková           | Sara Sorribes Tormo      |
| 12     | 56      | Beatriz Haddad Maia      | Laura Siegemund          |
| 13     | 68      | Giuliana Olmos           | RUS Alexandra Panova     |
| 14     | 70      | Cristina Bucșa           | Xu Yifan                 |
| 15     | 73      | Ulrikke Eikeri           | Ingrid Neel              |
| 16     | 74      | Ena Shibahara            | Aldila Sutjiadi          |

#### Mistas
| Cabeça | Equipe                   | Equipe           |
| ------ | ------------------------ | ---------------- |
| 1      | Gabriela Dabrowski       | Joe Salisbury    |
| 2      | Erin Routliffe           | Michael Venus    |
| 3      | Sara Errani              | Andrea Vavassori |
| 4      | Barbora Krejčíková       | Matthew Ebden    |
| 5      | Desirae Krawczyk         | Neal Skupski     |
| 6      | Nicole Melichar-Martinez | Ivan Dodig       |
| 7      | Hsieh Su-wei             | Jan Zieliński    |
| 8      | Aldila Sutjiadi          | Rohan Bopanna    |

## Convidados à chave principal
Os jogadores a seguir receberam convite para disputar diretamente a chave principal, baseados em seleção interna ou desempenhos recentes.

### Simples
| Masculino | Feminino |
| --- | --- |
| - Christopher Eubanks - Matthew Forbes - Alexandre Müller - Tristan Schoolkate - Zachary Svajda - Dominic Thiem - Learner Tien - Stan Wawrinka | - Bianca Andreescu - Amanda Anisimova - Iva Jovic - McCartney Kessler - Alexa Noel - Naomi Osaka - Chloé Paquet - Taylah Preston |

### Duplas
| Masculinas | Femininas | Mistas |
| --- | --- | --- |
| - Tristan Boyer / Emilio Nava - Robert Cash / JJ Tracy - Nikita Samuel Filin / Alexander Razeghi - Christian Harrison / Vasil Kirkov - Mitchell Krueger / Reese Stalder - Mackenzie McDonald / Alex Michelsen - Ryan Seggerman / Patrik Trhac | - Jessie Aney / Jessica Failla - Hailey Baptiste / Whitney Osuigwe - Carmen Corley / Ivana Corley - Tyra Caterina Grant / Iva Jovic - McCartney Kessler / Sabrina Santamaria - Robin Montgomery / Clervie Ngounoue - Anna Rogers / Alana Smith | - Tyra Caterina Grant / Aleksandar Kovacevic - Iva Jovic / Kaylan Bigun - Ashlyn Krueger / Thai-Son Kwiatkowski - Maria Mateas / Mackenzie McDonald - Clervie Ngounoue / Learner Tien - Alycia Parks / Jackson Withrow - Shelby Rogers / Robert Galloway - Taylor Townsend / Donald Young |

## Qualificados à chave principal
O qualificatório aconteceu no USTA Billie Jean King National Tennis Center entre 19 e 22 de agosto de 2024.

### Simples
| Masculino | Feminino |
| --- | --- |
| 1. Radu Albot 2. Mattia Bellucci 3. Bu Yunchaokete 4. Jan Choinski 5. Gabriel Diallo 6. Hugo Grenier 7. Quentin Halys 8. Kyrian Jacquet 9. Maks Kaśnikowski 10. Mitchell Krueger 11. Hamad Medjedovic 12. Diego Schwartzman 13. Timofey Skatov 14. Eliot Spizzirri 15. Li Tu 16. Otto Virtanen | 1. Destanee Aiava 2. Marina Bassols Ribera 3. Kimberly Birrell 4. Nao Hibino 5. Priscilla Hon 6. Maya Joint 7. Varvara Lepchenko 8. Ann Li 9. Eva Lys 10. Jessika Ponchet 11. Arina Rodionova 12. Elena-Gabriela Ruse 13. BLR Aliaksandra Sasnovich 14. Ena Shibahara 15. Solana Sierra 16. Yuliia Starodubtseva |

Lucky losers
| 1. Maximilian Marterer | 1. RUS Kamilla Rakhimova |

## Eliminações em simples

### Masculino
| Final                   | Final                      | Final                       | Final                      |
| ----------------------- | -------------------------- | --------------------------- | -------------------------- |
| Taylor Fritz [12]       |                            |                             |                            |
| Semifinais              |                            |                             |                            |
| Jack Draper [25]        | Jack Draper [25]           | Frances Tiafoe [20]         | Frances Tiafoe [20]        |
| Quartas de final        |                            |                             |                            |
| RUS Daniil Medvedev [5] | Alex de Minaur [10]        | Alexander Zverev [4]        | Grigor Dimitrov [9]        |
| Quarta fase             |                            |                             |                            |
| Tommy Paul [14]         | Nuno Borges                | Tomáš Macháč                | Jordan Thompson            |
| Casper Ruud [8]         | Brandon Nakashima          | RUS Andrey Rublev [6]       | Alexei Popyrin [28]        |
| Terceira fase           |                            |                             |                            |
| Christopher O'Connell   | Gabriel Diallo (Q)         | Jakub Menšík                | Flavio Cobolli [31]        |
| Botic van de Zandschulp | David Goffin               | Daniel Evans                | Matteo Arnaldi [30]        |
| Shang Juncheng          | Francisco Comesaña         | Lorenzo Musetti [18]        | Tomás Martín Etcheverry    |
| Jiří Lehečka [32]       | Tallon Griekspoor          | Ben Shelton [13]            | Novak Djokovic [2]         |
| Segunda fase            |                            |                             |                            |
| Alex Michelsen          | Mattia Bellucci (Q)        | Arthur Fils [24]            | Max Purcell                |
| Thanasi Kokkinakis      | Tristan Schoolkate (WC)    | Zizou Bergs                 | Fábián Marozsán            |
| Carlos Alcaraz [3]      | Facundo Díaz Acosta        | Adrian Mannarino            | Sebastian Korda [16]       |
| Otto Virtanen (Q)       | Mariano Navone             | RUS Roman Safiullin         | Hubert Hurkacz [7]         |
| Gaël Monfils            | Roberto Carballés Baena    | Ugo Humbert [17]            | Matteo Berrettini          |
| Arthur Cazaux           | Miomir Kecmanović          | Francisco Cerúndolo [29]    | Alexandre Müller (WC)      |
| Arthur Rinderknech      | Mitchell Krueger (Q)       | Sebastián Báez [21]         | Rinky Hijikata             |
| Roberto Bautista Agut   | Alexander Shevchenko       | Pedro Martínez              | Laslo Djere                |
| Primeira fase           |                            |                             |                            |
| Mackenzie McDonald      | Eliot Spizzirri (Q)        | Stan Wawrinka (WC)          | Nicolás Jarry [26]         |
| Learner Tien (WC)       | Jaume Munar                | Aleksandar Vukic            | Lorenzo Sonego             |
| Stefanos Tsitsipas [11] | Federico Coria             | Taro Daniel                 | Félix Auger-Aliassime [19] |
| James Duckworth         | RUS Pavel Kotov            | Hamad Medjedovic (Q)        | Dušan Lajović              |
| Li Tu (Q)               | Denis Shapovalov (PR)      | Hugo Gaston                 | Zhang Zhizhen              |
| Alejandro Tabilo [22]   | Borna Ćorić                | Fabio Fognini               | Corentin Moutet            |
| Marcos Giron            | Quentin Halys (Q)          | Daniel Altmaier             | RUS Karen Khachanov [23]   |
| Zachary Svajda (WC)     | Matthew Forbes (WC)        | Constant Lestienne          | Timofey Skatov (Q)         |
| Bu Yunchaokete (Q)      | Diego Schwartzman (Q)      | Jan Choinski (Q)            | Alexander Bublik [27]      |
| Thiago Monteiro         | Dominic Stricker (PR)      | Albert Ramos Viñolas        | Camilo Ugo Carabelli       |
| Holger Rune [15]        | Pablo Carreño Busta (PR)   | Yoshihito Nishioka          | Reilly Opelka (PR)         |
| Sebastian Ofner         | Giovanni Mpetshi Perricard | Adam Walton                 | Maximilian Marterer (LL)   |
| Thiago Seyboth Wild     | Christopher Eubanks (WC)   | Hugo Grenier (Q)            | Márton Fucsovics           |
| Luciano Darderi         | Sumit Nagal                | Alejandro Davidovich Fokina | Kyrian Jacquet (Q)         |
| Dominic Thiem (WC)      | Luca Nardi                 | Dominik Koepfer             | Aleksandar Kovacevic       |
| Kwon Soon-woo (PR)      | Maks Kaśnikowski (Q)       | Jan-Lennard Struff          | Radu Albot (Q)             |

### Feminino
| Final                             | Final                      | Final                     | Final                          |
| --------------------------------- | -------------------------- | ------------------------- | ------------------------------ |
| Jessica Pegula [6]                |                            |                           |                                |
| Semifinais                        |                            |                           |                                |
| Karolína Muchová                  | Karolína Muchová           | Emma Navarro [13]         | Emma Navarro [13]              |
| Quartas de final                  |                            |                           |                                |
| Iga Świątek [1]                   | Beatriz Haddad Maia [22]   | Paula Badosa [26]         | Zheng Qinwen [7]               |
| Quarta fase                       |                            |                           |                                |
| RUS Liudmila Samsonova [16]       | RUS Diana Shnaider [18]    | Caroline Wozniacki        | Jasmine Paolini [5]            |
| Wang Yafan                        | Coco Gauff [3]             | Donna Vekić [24]          | Elise Mertens [33]             |
| Terceira fase                     |                            |                           |                                |
| RUS Anastasia Pavlyuchenkova [25] | Ashlyn Krueger             | Sara Errani               | Jéssica Bouzas Maneiro         |
| Jessika Ponchet (Q)               | RUS Anna Kalinskaya [15]   | RUS Anastasia Potapova    | Yulia Putintseva [30]          |
| Elena-Gabriela Ruse (Q)           | BLR Victoria Azarenka [20] | Marta Kostyuk [19]        | Elina Svitolina [27]           |
| Jule Niemeier                     | Peyton Stearns             | Madison Keys [14]         | RUS Ekaterina Alexandrova [29] |
| Segunda fase                      |                            |                           |                                |
| Ena Shibahara (Q)                 | Elisabetta Cocciaretto     | RUS Mirra Andreeva [21]   | Marie Bouzková                 |
| Caroline Dolehide                 | Clara Tauson               | Katie Boulter [31]        | Sofia Kenin                    |
| Elena Rybakina [4]                | Renata Zarazúa             | Sara Sorribes Tormo       | Anna Bondár                    |
| Naomi Osaka (WC)                  | Varvara Lepchenko (Q)      | Wang Xinyu                | Karolína Plíšková              |
| Barbora Krejčíková [8]            | Taylor Townsend            | Clara Burel               | Diane Parry                    |
| Arantxa Rus                       | Harriet Dart               | Anhelina Kalinina         | Tatjana Maria                  |
| RUS Erika Andreeva                | Moyuka Uchijima            | Greet Minnen              | RUS Daria Kasatkina [12]       |
| Maya Joint (Q)                    | Ajla Tomljanović (PR)      | Iva Jovic (WC)            | Lucia Bronzetti                |
| Primeira fase                     |                            |                           |                                |
| RUS Kamilla Rakhimova (LL)        | Daria Saville              | Kateryna Baindl (PR)      | Taylah Preston (WC)            |
| Camila Osorio                     | Zhang Shuai (PR)           | Eva Lys (Q)               | Wang Qiang (PR)                |
| Danielle Collins [11]             | Cristina Bucșa             | Anna Karolína Schmiedlová | Nadia Podoroska                |
| BLR Aliaksandra Sasnovich (Q)     | Petra Martić               | Emma Raducanu             | Shelby Rogers (PR)             |
| Destanee Aiava (Q)                | Zheng Saisai (PR)          | Nao Hibino (Q)            | Caroline Garcia [28]           |
| Elina Avanesyan                   | Alexa Noel (WC)            | Bernarda Pera             | Lauren Davis (PR)              |
| Jeļena Ostapenko [10]             | Katie Volynets             | Brenda Fruhvirtová        | Leylah Fernandez [23]          |
| Linda Nosková                     | Arina Rodionova (Q)        | Mayar Sherif              | Bianca Andreescu (WC)          |
| Marina Bassols Ribera (Q)         | Julia Grabher (PR)         | Martina Trevisan          | Viktorija Golubic              |
| Yuliia Starodubtseva (Q)          | Sloane Stephens            | Wang Xiyu                 | Maria Sakkari [9]              |
| RUS Anna Blinkova                 | Ana Bogdan                 | Chloé Paquet (WC)         | McCartney Kessler (WC)         |
| María Lourdes Carlé               | Océane Dodin               | Solana Sierra (Q)         | Varvara Gracheva               |
| Amanda Anisimova (WC)             | Yuan Yue                   | Tamara Korpatsch          | Dayana Yastremska [32]         |
| Kimberly Birrell (Q)              | Magdalena Fręch            | Lesia Tsurenko            | Jaqueline Cristian             |
| Kateřina Siniaková                | Laura Siegemund            | Ann Li (Q)                | RUS Veronika Kudermetova       |
| Viktoriya Tomova                  | Magda Linette              | Lulu Sun                  | Priscilla Hon (Q)              |

## Finais

### Profissional
| Categoria | Evento    | Campeã(s)(o/ões)                   | Vice-campeã(s)(o/ões)           | Resultado     | Chave(s)  | Chave(s)       |
| --------- | --------- | ---------------------------------- | ------------------------------- | ------------- | --------- | -------------- |
| Simples   | Masculino | Jannik Sinner                      | Taylor Fritz                    | 6–3, 6–4, 7–5 | principal | qualificatório |
| Simples   | Feminino  | BLR Aryna Sabalenka                | Jessica Pegula                  | 7–5, 7–5      | principal | qualificatório |
| Duplas    | Masculino | Max Purcell Jordan Thompson        | Kevin Krawietz Tim Pütz         | 6–4, 7–64     | principal | principal      |
| Duplas    | Feminino  | Lyudmyla Kichenok Jeļena Ostapenko | Kristina Mladenovic Zhang Shuai | 6–4, 6–3      | principal | principal      |
| Duplas    | Misto     | Sara Errani Andrea Vavassori       | Taylor Townsend Donald Young    | 7–60, 7–5     | principal | principal      |

### Juvenil
| Categoria | Evento    | Campeã(s)(o/ões)                  | Vice-campeã(s)(o/ões)        | Resultado           | Chave(s)  | Chave(s)       |
| --------- | --------- | --------------------------------- | ---------------------------- | ------------------- | --------- | -------------- |
| Simples   | Masculino | Rafael Jódar                      | Nicolai Budkov Kjær          | 2–6, 6–2, 7–6(10–1) | principal | qualificatório |
| Simples   | Feminino  | Mika Stojsavljevic                | Wakana Sonobe                | 6–4, 6–4            | principal | qualificatório |
| Duplas    | Masculino | Maxim Mrva Rei Sakamoto           | Denis Peták Flynn Thomas     | 7–5, 7–61           | principal | principal      |
| Duplas    | Feminino  | Malak El Allami Emily Sartz-Lunde | Julie Paštiková Julia Stusek | 6–2, 4–6, [10-6]    | principal | principal      |

### Cadeirante juvenil
| Categoria | Evento    | Campeã(s)(o/ões)              | Vice-campeã(s)(o/ões)        | Resultado     | Chave     |
| --------- | --------- | ----------------------------- | ---------------------------- | ------------- | --------- |
| Simples   | Masculino | Charlie Cooper                | Ivar van Rijt                | 7–62, 6–3     | principal |
| Simples   | Feminino  | Yuma Takamuro                 | Vitória Miranda              | 2–6, 6–4, 6–4 | principal |
| Duplas    | Masculino | Ivar van Rijt Benjamin Wenzel | Charlie Cooper Tomas Majetic | 6–2, 6–1      | principal |
| Duplas    | Feminino  | Rio Okano Yuma Takamuro       | Luna Gryp Vitória Miranda    | 6–3, 6–2      | principal |